# Campeonato Sul-Americano de Voleibol Masculino Sub-19
O Campeonato Sul-Americano de Voleibol Masculino Sub-19 é um torneio de seleções de voleibol da América do Sul organizado a cada dois anos pela Confederação Sul-Americana de Voleibol, reservado a jogadores com idade inferior a 19 anos.

## Histórico
A primeira edição desta categoria ocorreu em Buenos Aires, na Argentina, em 1978, com o Brasil consagrando-se como o primeiro campeão. A competição se repetiu nos anos seguintes com frequência fixa. Até os dias atuais, disputa-se a cada dois anos pares, ou seja, um ano antes do Campeonato Mundial da categoria, servindo como um qualificatório para o mesmo.
O torneio sofre um domínio muito marcante da seleção brasileira, que conquistou a maior parte dos títulos disputados, com exceção para as edições de 2008, 2010, 2014, 2016 e 2022, conquistadas pela Argentina. A Venezuela é o único país, além dos já citados, a disputar títulos, garantindo-lhe quatro pratas para o seu histórico. Outros países a conquistarem medalhas são o Paraguai, o Chile e a Colômbia; esta último apresenta-se, atualmente, como a terceira força sul-americana da categoria.

## Quadro geral
| Ordem | País      | Medalha de ouro | Medalha de prata | Medalha de bronze | Total |
| ----- | --------- | --------------- | ---------------- | ----------------- | ----- |
| 1     | Brasil    | 17              | 6                | 0                 | 23    |
| 2     | Argentina | 6               | 13               | 1                 | 20    |
| 3     | Venezuela | 0               | 4                | 7                 | 11    |
| 4     | Colômbia  | 0               | 0                | 9                 | 9     |
| 5     | Chile     | 0               | 0                | 5                 | 5     |
| 6     | Paraguai  | 0               | 0                | 1                 | 1     |